# パンダディスコ
PAMDA DISCO for KIDS (パンダディスコフォーキッズ)は東京都で3か月に1回程度開催されている、子供（親子）向けのディスコイベントである。

## 概要
- 主に幼児・児童とその保護者を対象とし、子供たちが楽しくダンスすることのできる楽曲を選曲、パンダの着ぐるみやアニメのコスプレなどをしたダンサーがダンスをして、それに合わせて子供たちも一緒に楽しくダンスができるというキッズディスコイベントである。
- ダンスの合間に行なわれる、芸人、アーティスト、その他ゲストパフォーマーたちのパフォーマンスも見所であり、人気がある。
- 「株式会社 熊猫」という数多くのテレビ番組・ラジオ番組を担当している人気の放送作家たちによって企画・開催されている。
- 「パンダ」の綴りは、「PANDA」ではなく「PAMDA」で、「Papa And Mama Dance Activity」の各単語の頭文字をとったものである。

## 出演者

### vol.1(2012年9月30日・笹塚ボウル)
レギュラー
- たいぞうお兄さん(DJ)
- こんにちは計画杉田 (MC)
- カーネリアン畑　(ダンサー)
- 白幡いちほ　(ダンサー)
- きむにい(ONE×DA×FULL)　(ダンサー)

ゲスト
- 小島よしお
- デッカチャン(DJ)
- ハンサムガールズ　(ダンサー)

### vol.2(2012年12月8日・笹塚ボウル)
レギュラー
- たいぞうお兄さん(DJ)
- こんにちは計画杉田 (MC)
- カーネリアン畑　(ダンサー)
- 白幡いちほ　(ダンサー)

ゲスト
- 小島よしお
- デッカチャン(DJ)
- ダイノジ
- くまだまさし
- しゅく造め(元Rまにあ)

### vol.3(2013年3月16日・笹塚ボウル)
レギュラー
- たいぞうお兄さん(DJ)
- カーネリアン畑　(ダンサー)
- 白幡いちほ　(ダンサー)
- きむにい(ONE×DA×FULL)　(ダンサー)

ゲスト
- 小島よしお
- デッカチャン(DJ)
- ゲッターズ飯田
- 鮫島ヒロミ(BAN BAN BAN) (MC)
- フルーツおじさんとっしー
- くりかまき
- ハンサムガールズ　(ダンサー)
- あきと

### vol.4(2013年6月22日・笹塚ボウル)
レギュラー
- たいぞうお兄さん(DJ)
- こんにちは計画杉田 (MC)
- カーネリアン畑　(ダンサー)
- 白幡いちほ　(ダンサー)

ゲスト
- ヤポンスキーこばやし画伯
- MID（JOVO）
- フルーツおじさんとっしー
- くりかまき
- あきと
- 星井りさ

### vol.5(2013年9月15日・CLUB DIANA)
- 小島よしお
- デッカチャン
- ダイノジ
- Love Diary
- あきと
- ぐんまちゃん
- すがもん

ほか（未定）